# جاك دريدا
جاك دريدا (بالفرنسية: Jacques Derrida) (1930 - 2004)، هو فيلسوف وناقد أدب فرنسي ولد في مدينة الأبيار بالجزائر يوم 15 يوليو 1930 - وتوفي في باريس يوم 9 أكتوبر 2004.
يعد دريدا أول من استخدم مفهوم التفكيك بمعناه الجديد في الفلسفة، وأول من وظفه فلسفياً بهذا الشكل وهو ما جعله من أهم الفلاسفة في القرن العشرين
يتمثل هدف دريدا الأساس في نقد منهج الفلسفة الأوربية التقليدية، من خلال آليات التفكيك الذي قام بتطبيقها إجرائيا من أجل ذلك .
بالنسبة لدريدا فإن للتفكيك تأثيرا ايجابيا من أجل الفهم الحقيقي لمكانة الإنسان في العالم فقد أزاحه عن موقعه المركزي بعيدا، كان دريدا بأفكاره الفلسفية مختلفا تمام الاختلاف ومغايرا للسائد الفلسفي لذا كان يتلقى دائما اتهامات في قضايا عدة فأحياناً كان يُتهم بالمبالغة في التحليل وأحياناً كان يُوصف بالظلامية والعبثية وتعمد الغموض، حاول دريدا الإجابة على أسئلة خصومه الذين كان من أشدهم وطأة عليه هابرماس .
عالج دريدا مجموعة واسعة من القضايا والمشاكل المعرفية السائدة في التقاليد الفلسفية (المعرفة، الجوهر، الوجود، الزمن) فضلا على معالجاته المستمرة حتى وفاته لمشاكل : اللغة، والأدب، وعلم الجمال، والتحليل النفسي، والدين، والسياسة والأخلاق.
لكنه في فتراته الأخيرة ركز على القضايا السياسية والأخلاقية .

## شذرات من سيرته
في عام 1942 طُرد من المدرسة بسبب جنسيته (عندما انشأت حكومة فيشي صفاً خاصاً لليهود) وفي عام 1948 أصبح مهتماً بشكل جدّي بفلسفة روسو ونيتشيه وكامو ، وفي سن التاسعة عشر انتقل دريدا للعيش في فرنسا، حيث استطاع التسجيل في المدرسة العادية العليا، وهناك بدأ دريدا يعد لمحاضرات فوكو وتعرف عليه شخصياً كما تعرف على العديد من المفكريين الفرنسيين المشهورين في وقت لاحق ومنذ عام 1960 حتى عام 1964 كان مساعداً في جامعة السوربون، قبل أن يصبح مدرساً للفلسفة في غراندس ايغولوسGrandes Ecoles في باريس وفي عام 1966 شارك في الندولة الدولية (انقاذ اللغات والسانيات) في جامعةJohns Hopkins University(التيمورBaltimore) في الولايات المتحدة الأمريكية ومنذ عام 1968 حتى 1974 درس في جامعة جونس هوبكينز(Johns Hopkins University) وجدير بالذكر أن دريدا في وقت سابق وفي هذه الجامعة أذاع بيانه الهام الذي كان إيذانا بنهاية البنيوية وولادة ما بعد البنيوية وفي عام 1974 أصبح مدرساً في جامعة بيل وقد توفي دريدا في 9 أكتوبر عام 2004 في باريس بعد اصابته بسرطان البنكرياس .

## أعماله
نشر دريدا عمله الأول وكان بعنوان (بداية الهندسة) مع مقدمة خاصة في عام 1962 ، وبين الأعوام 1963 - 1967 نشر دريدا مقالات في المجلات الدورية قبل أن يتم تضمينها في أعماله (في علم الكتابة) و (الكتابة والاختلاف).
في عام 1967 انتشرت الكتب التي جعلت من دريدا شخصية مشهورة وهي كتب في علم الكتابةDe la grammatologie و الكتابة والإختلافÉcriture et différence أول كتب تم نشره وأكثر كتاب تمت قراءته. كما وأكمل مقال (الصوت والظاهرة) .
كتابه في علم الكتابة كان مخصصا لتحليل اللغة الفلسفية عند روسو وآخرين، لكن محتوى الكتاب كان أضخم بكثير حيث احتوى على المبادئ التي وضعها دريدا، كان الموضوع العام للكتاب تاريخ تطور مفهوم الكتابة الذي تم تجاهله والاعلاء من أهمية الصوت .
أما كتابه الكتابة والإختلاف فقد كان عبارة عن مجموعة من المقالات المخصصة لمختلف جوانب نظرية اللغة، يستكشف هذا الكتاب أعمال ديكارت وفرويد وأرتو وغيرها. ويوفر تعريفات لمفاهيم هامة لدريدا كالبنية والاختلاف والعقار وغيرها. كان مقال «كوجيتو ومشكلة الجنون» بداية مناقشة دريدا وفوكو حول دور الجنون في تطوير العقلانية الغربية.
لابد من الإشارة إلى أن الأديب العراقي المغترب كاظم جهاد يعد أول من قام بجهد مثمر في ترجمة التراث الدريدي إلى اللغة العربية فضلا على براعته في نقل عدد من المصطلحات الدريدية إلى العربية بطريقة غير مسبوقة كما في ترجمته لمصطلح الاختلاف فقد وضع حرف التاء في هذه المفردة بين قوسين لتؤدي معنى الإخلاف بدون النطق به ومعنى الاختلاف مع النطق به وهو ما أراده دريدا أصلا حين سن هذا المصطلح الجديد على اللغة الفرنسية .

## فلسفته

### دريدا: فيلسوف اللغة
يُعد دريدا فيلسوف لغة لذا يرى أن اللغة ليست موجودة للتعبير عن الحقيقة أو للتعبير عن افكار فلسفية، لأنها أولا لا تملك أساسا علميا يجعلها مرتبطةً بالعالم الخارجي، فهي لا تخضع للقوانين المنطقية المتناقضة أساسا في طبيعتها لذا فإن اللغة ليس لديها ثبات في المعاني ويمكن أن تحتوي على نسبة كبيرة من الغموض والكلمات الدلالية والمصطلحات التي لا تؤكد جميعا، أنها وببساطة غير مستقرة أبدا فهي مجموعة دالات ليس إلا، دالات في عملية بحث مستمرة عن مدلولات لا تعثر عليها أبدا، إنها تشبه أشياء تنزلق على سطح أملس دون قرار .....الخ.
لكننا مع ذلك نحن من يخلق العالم ونحن من يوجده باللغة، فاللغة هي التي تصنع أراء الأشخاص حول العالم من جهة أخرى يرى دريدا أن هناك تناقضاً واضحاً بين اللغة الأصلية القبل منطقية واللغة التي شوهها المنطق وفرض قوانينه عليها وخطأ التقليد الفلسفي الغربي منذ اليونان يقوم ضمنياً على افتراض أن هذه القوانين تصف للعالم الخارجي حقيقة، موقف الفلسفة التقليدية الغربية هذا أدى لظهور اشكاليات لا منطقية تمثلت بالثنائيات اللا معقولة كثنائيات الخير والشر والرجل الأسود والرجل الأبيض.
يشير دريدا إلى نفسه بوصفه مؤرخًا. طرح دريدا عددًا من التساؤلات حول افتراضات تراث الفلسفة الغربية والثقافة الغربية بصورة عامة. انصبت محاولات دريدا على دمقرطة المشهد الجامعي وتسييسه، من خلال التساؤل حول الخطابات السائدة، ومحاولة تعديلها. يُطلق دريدا على تساؤلاته بشأن الفلسفة الغربية مصطلح «التفكيك». يشير دريدا إلى التفكيك بوصفه فلسفة راديكالية تتسم بروح ماركسية.
يطرح دريدا، بناءً على قراءة متعمقة في أعمال التراث الفلسفي الغربي بدايةً من أفلاطون إلى روسو وهايدغر، أن الفلسفة الغربية سمحت لنماذج مجازية بالتحكم في مفاهيمها عن اللغة والوعي، دون محاولات نقدية جادة. يرى دريدا أن هذه الافتراضات غير المعلومة جزء من «ميتافيزيقا الحضور»، التي ربطت الفلسفة نفسها بها. يطرح دريدا أن «مركزية اللوغوس» تنشئ تقابلات ثنائية «تراتبية»، لها أثر على كل شيء، بدايةً من مفهوم الحديث المنطوق وعلاقته بالكتابة، إلى فهمنا عن الاختلافات العرقية. يُعد التفكيك محاولة لعرض هذه «الميتافيزيقا» وتقويضها.
تتمحور مقاربة دريدا للنصوص بوصفها مبنية على تقابلات ثنائية يصيغها الحديث المنطوق إذا أراد أن يتسم بالمعنى. تتأثر مقاربة قراءة النصوص بهذا الشكل، على نحو عام، بعلم العلامات ورائده فرديناند دو سوسور. يُعتبر سوسور واحدًا من آباء البنيوية، التي تطرح أن المصطلحات تكتسب معناها بعلاقتها مع غيرها من المصطلحات داخل اللغة.
ثمة عبارة شهيرة يتناولها دريدا وتُقتبس منه في العديد من المواضع، تظهر في مقالته عن روسو في كتابه «في علم الكتابة 1967»، تنص هذه العبارة على الآتي: «ليس ثمة خارج-السياق». يُتهم نقاد دريدا بسوء ترجمة هذه العبارة من الفرنسية والتي كتبها كالآتي (il n'y a pas de hors-texte) فاقترحوا أنه كتبها كالآتي (Il n'y a rien en dehors du texte) وتعني «لا يوجد شيء خارج النص»، وأنهم نشروا هذه الترجمة لإظهار أن دريدا يقترح عدم وجود أي شيء إلا الكلمات. شرح دريدا مقولته ذات مرة قائلًا إنها «أصبحت نوعًا من الشعارات، بترجمة رديئة عن التفكيك [...] وتعني: ليس ثمة خارج-السياق. بهذا الشكل، ستكون الصيغة أقل فزعًا بالتأكيد.

### التفكيكية

#### المفاهيم الأساسية
كان كتاب دريدا في علم الكتابة الذي نُشر في عام 1967 نقدا عنيفا للفلسفة الأوربية، وفي هذا الكتاب استخدم دريدا مفاهيم مثل : التواجد أو الوجود، ميتافيزيقيا الحضور، الاختلاف، المغايرة، التجديد، الخ.
الوجود يمثل المفهوم الأساسي في الفلسفة الغربية، يعني دائما اكتمال الهوية، الهوية الذاتية، الاكتفاء الذاتي وهو يشير إلى الأساس والسبب الجذري أو ما يسميه دريدا المركز، ويمكن أن يعبر عنه في المتن الفلسفي السائد بأشكال مثل الجوهر، الوجود، المادة، الموضوع، السمو، الوعي، الله، الإنسان، إلخ.
ومصطلح اللوغسكرينتية(التمركز على العقل) الذي سنه دريدا منتقدا من خلاله الفلسفة الغربية كان يمثل على مدى التاريخ حقيقة ثابتة في الفلسفة الغربية رغم أن المعنى ليس هو العقل فقط بقدر ما هو الأصوات والكلمات التي تمثل دالات فقط تبحث عن مداليل، لذا يقترح دريدا ايجاد طريقة لاحتواء عدد من المفاهيم أو تقريبها بما يشكل تسلسل هرمي لوصف حالة الفكر الأوربي، ويمكن أن تأخذ المركزية الأخلاقية شكل (المركز) ، أو ربما المركزية (العرقية).
وميتافيزيقيا الحضور مصطلح أساس آخر عند دريدا رغم أنه استعاره من هيدجر، يقوم هذا المصطلح على التمركز حول العقل(اللوغسكرينتية) أو الذات أو الأنا أو النحن لذا كان التقسيم الذي انتقده دريدا دائما يفرق بين مركز وهامش والغلبة دائما للطرف الأول في هذه الثنائية (معقول - مفهوم / الحقيقة - الأكاذيب / الخير - الشر / الروح، الجسد / الكلام - الكتابة / الثقافة - الطبيعة، الخ)، دائماً هناك واحدة من هذه المفاهيم تميل دائماً للسيطرة وغالبا ما تكون الطرف الأول، ونقد هذه التمركز وهذه الثنائيات أساس مفهوم التفكيك عند دريدا وعليه أنصب كتابه (في علم الكتابة).
التفكيك عند دريدا يكشف المواقف الأولية للفلسفة (والثقافة الأوروبية بشكل عام) ، تلك المواقف التي تستند إليها جميع الفرضيات والحواجز الأخرى، مما يدل على نسبيتها.

#### الكتابة والكلام
يرى دريدا أن كل ما أنتجه الغرب من حضارة وثقافات وعلوم وفلسفة يعتمد على الكتابة الأبجدية، لذا تطوع دريدا لنسف هذا التقليد من خلال العودة إلى بيان أسبقية الكلام وبهذا أخذ دريدا ينقض مفهوم الكتابة وعلم الكتابة مرتدا به إلى نزعة التمركز على العقل وميتافيزيقيا الحضور فالكتابة ثابتة وسلبية وغير متجددة أما الكلام فقابل للاختلاف وايجابي ويشير إلى التمييز وغياب الدلالة وتعددها .

### الأعمال المبكرة
بدأ دريدا حياته المهنية بفحص حدود الفينومينولوجيا. تتعلق كتاباته الأكاديمية الأولى بأعمال إدموند هوسرل، المكتوبة في دراساته الخاصة بدبلومة الدراسات العليا، المقدَّمة في 1945. نشر دريدا إدموند هوسرل: مقدمة عن أصول علم الهندسة في عام 1962، واحتوى العمل على ترجمته لمقالة هوسرل. ورد عدد من أفكار دريدا بالفعل في هذا العمل. يقول دريدا في مقابلات مجمعة في كتاب مواقف (1972): «وردت إشكالية الكتابة في هذه المقالة بالفعل، مرتبطة ببنية [التأجيل] غير القابلة للاختزال، وعلاقتها بالوعي والحضور والعلم والتاريخ وتاريخ العلم والاختفاء أو تأجيل الأصل... إلخ [...] يمكن قراءة هذه المقالة بصفتها الجانب الآخر من الحديث والفينومينولوجيا».
سُلطت الأضواء على دريدا للمرة الأولى خارج فرنسا من خلال محاضرته «البنية والعلامة واللعب في خطاب العلوم الإنسانية»، التي ألقاها في جامعة جونز هوبكينز في عام 1966 (وأُدرجت بعد ذلك في الكتابة والاختلاف). تعلق المؤتمر الذي قُدمت فيه هذه الورقة بالبنيوية، التي بلغت ذروة تأثيرها في فرنسا في تلك الفترة، ولكنها كانت في مهدها في الولايات المتحدة. اختلف دريدا عن الآخرين بعدم التزامه الصريح بالبنيوية. أثنى دريدا على منجزات البنيوية، ولكن كان لديه بعض التحفظات بشأن حدودها الداخلية، ما دفع الأكاديميين الأمريكيين لإطلاق مصطلح «ما بعد البنيوية» على فكره.
بلغ تأثير ورقة دريدا أشده، لدرجة أن وقائع المؤتمر نُشرت بعنوان جدلية البنيوية في عام 1970. التقى دريدا في المؤتمر أيضًا بول دي مان، الذي أصبح صديقًا مقربًا ومصدر جدل كبير، وحيث التقى أيضًا المحلل النفسي الفرنسي جاك لاكان، الذي استمتع دريدا بإقامة العلاقات المختلطة مع أعماله.

### المناظرة بين الفينومينولوجيا والبنيوية
شرع دريدا بالحديث والكتابة في بواكر ستينيات القرن الماضي، مخاطبًا أغلب المواضيع الإشكالية في عصره. كانت البنيوية موضوع إحدى هذه المناظرات التي اشترك فيها دريدا، الرائجة عن سابقتها الفينومينولوجيا، التي بدأها هوسرل قبل ستين عامًا. أعاد تناول دريدا المؤثر للقضية تأطير المناقشات حولها، من الاحتفاء بانتصار البنيوية إلى «مناظرة البنيوية مقابل الفينومينولوجيا».
تُمثل الفينومينولوجيا، كما يراها هوسرل، منهجية للتساؤل الفلسفي ترفض الانحياز العقلاني السائد في الفكر الغربي منذ أفلاطون، لصالح منهجية التيقظ التأملي والإحاطة بـ«التجربة الحية للفرد»، فالهدف بالنسبة للفينومينولوجيا يكمن في فهم التجربة باستيعاب منشأها، أي السيرورة التي تنشأ بها التجربة من أصل أو حدث ما. كانت تلك مشكلة زائفة بالنسبة للبنيويين، إذ يعتقدون أن «عمق» التجربة ما هو إلا أثر للبنية، التي ليست تجريبية بذاتها.
طرح دريدا سؤالًا في هذا السياق، في عام 1959، قائلًا: ألا يجب أن يكون للبنية أصل، وألن يكون الأصل، نقطة المنشأ، مبنية بالفعل، لكي تكون منشأ شيء ما؟ أو بعبارة أخرى، لكل ظاهرة بنيوية أو «تزامنية» تاريخ، ولا يمكن فهم البنية دون فهم منشأها. وفي نفس الوقت، لنشوء حركة أو احتمال، لا يمكن أن يكون أصلها وحدة محضة أو بسيطة، بل يجب أن يكون معقدًا، كي تنشأ منه العملية التعاقبية. لا يجب فهم تعقُّد الأصل بصفته مفترضًا موضعيًا، بل بصفته الحالة الافتراضية للأصل، التي يشير إليها دريدا بمصطلحات التكرارية، الكتابية، أو النصية. كانت تلك الفكرة عن تعقُّد الأصل مهد أعمال دريدا، واشتُقت منها كل المصطلحات الأخرى، ومنها مصطلح «التفكيك».
تتكون منهجية دريدا من إيضاح أشكال تعقُّد الأصل المختلفة، وعواقبها المتعددة في عدد من المجالات. حقق دريدا ذلك من خلال قراءة النصوص الفلسفية والأدبية قراءة دقيقة يقظة حساسة تحويلية؛ لتحديد جوانب تلك النصوص التي تتعارض مع نسقيتها الظاهرية (الوحدة البنيوية) أو المعنى المقصود (المنشأ التأليفي «المنسوب للمؤلف»). يأمل دريدا، من خلال إيضاح مواطن الإلغاز واللاحسمية في الفكر، أن يظهر الطرائق الرفيعة اللانهائية التي يعمل بها تعقُّد الأصل، الذي لا يمكن معرفته ابتداءً، على إحداث الأثر البنائي والتفكيكي.

## وصلات خارجية
- جاك دريدا على موقع أرشيف الشارخ.

- جاك دريدا على موقع IMDb (الإنجليزية)
- جاك دريدا على موقع الموسوعة البريطانية (الإنجليزية)
- جاك دريدا على موقع مونزينجر (الألمانية)
- جاك دريدا على موقع ميوزك برينز (الإنجليزية)
- جاك دريدا على موقع إن إن دي بي (الإنجليزية)
- جاك دريدا على موقع ديسكوغز (الإنجليزية)
- جاك دريدا على موقع قاعدة بيانات الفيلم (الإنجليزية)
- حضوردريدا..بقلم محمد سمير عبد السلام
- حوار مع دريدا حول الكتابة الإبداعية اللحظية على يوتيوب